# أكل

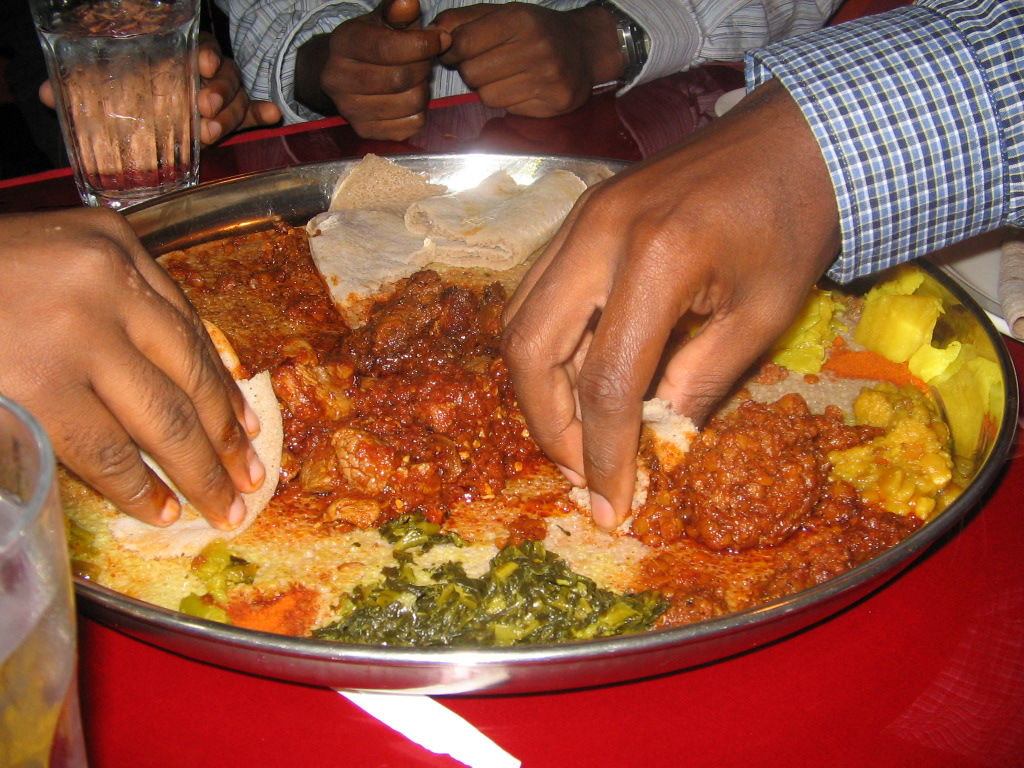
الأكل

الأَكْلُ هو ابتلاع الطعام لتوفير جميع الاحتياجات الغذائية أو الدوائية للكائنات الحية، لا سيما الطاقة والنمو. ينبغي أن تأكل الحيوانات والكائنات غيرية التغذية لتبقى على قيد الحياة: فتأكل آكلات اللحوم حيوانات أخرى، وتأكل العواشب النباتات، بينما تأكل القوارت مزيجًا من النباتات والحيوانات على حد سواء وتأكل الكائنات المحللة الفتات. تهضم الفطريات المواد العضوية خارج أجسادها على عكس الحيوانات التي تهضم طعامها داخل أجسادها. بالنسبة للبشر، يمثل الأكل أحد أنشطة الحياة اليومية.

## عادات الأكل بين البشر
تحتوي العديد من المنازل على غرفة مطبخ أو مطبخ خارجي (في المناطق الاستوائية) مخصصة لإعداد وجبات الطعام والغذاء، وقد تحتوي على غرفة طعام أو صالة طعام أو منطقة أخرى مخصصة لالأكل. وتحتوي بعض القطارات على عربة للأكل. وتأتي الأطباق الفضية والكؤوس وأدوات الطهي في أشكال وأحجام مختلفة. ومعظم المجتمعات أيضًا بها مطاعم وقاعات طعام و/أو بائعين للأطعمة، بحيث يتمكن الناس من الأكل عندما يكونون خارج منازلهم أو عند قلة الوقت لإعداد الطعام أو للخروج في المناسبات الاجتماعية (نادي الطعام). وفي أعلى مستوياتها من التطور، أصبحت هذه الأماكن «دليلاً بصريًا واضحًا للناظرين على العالمية والأسطورة.» وأثناء النزهات والمآدب وحفلات الطعام، يكون الأكل في الواقع هو الهدف الرئيسي من التجمعات وفي العديد من المناسبات الاجتماعية يتم تقديم الأغذية والمشروبات المتاحة للحضور.
عادة ما يأكل الأشخاص وجبتين أو ثلاث وجبات يوميًا بانتظام. وقد تُستهلك كميات أصغر للوجبات الخفيفة بين الوجبات الرئيسية. ويقترح البعض عدم أكل وجبات خفيفة وأكل ثلاث وجبات يوميًا (600 سعر حراري لكل وجبة) وبين كل وجبة والأخرى من 4 إلى 6 ساعات. إن أكل ثلاث وجبات متوازنة جيدًا (1/2 طبق خضار، و1/4 غذاء بروتيني «لحوم» و1/4 كربوهيدرات مثل المكرونة والأرز وغيرها...) سيشكل تقريبًا من 1800 حتى 2000 سعر حراري؛ وهذا هو المتوسط المطلوب للإنسان الطبيعي.
كان موضوع الأكل الصحي ولا يزال مصدر قلق كبير لفترة طويلة للأفراد والثقافات. ومن بين الممارسات الأخرى الصوم والتخسيس والنباتية وهي وسائل يستخدمها الأفراد ويشجع عليها المجتمع لزيادة طول العمر والصحة وتشجع بعض الديانات على النباتية معتبرين أنه من الخطأ أكل الحيوانات. يعتقد أخصائيو التغذية أنه بدلاً من إشباع رغبات النفس بثلاث وجبات يوميًا، من الممكن أن تأكل خمس وجبات صغيرة كل يوم وهذا أكثر صحة وأسهل (أي يكون الهضم أفضل وأسهل للجزء السفلي من الأمعاء للتخلص من الفضلات؛ بينما الوجبات الأكبر عسيرة الهضم وقد تتطلب استخدام ملينات.[بحاجة لمصدر] ومع ذلك، فقد وجد أطباء نفسيون في كلية الطب بجامعة ييل أن الأشخاص الذين يعانون من اضطراب الإفراط في الأكل (BED) ويستهلكون ثلاث وجبات يوميًا وزنهم أقل من هؤلاء الذين يأكلون خمس وجبات في اليوم. وقد يكون الأكل وسيلة لجلب المال أيضًا (راجع الأكل التنافسي).

### أماكن الأكل
تختلف أماكن الأكل وفقًا للمناطق المختلفة من العالم حيث تؤثر الثقافات في الطريقة التي يأكل بها الأشخاص وجباتهم.
في معظم دول الشرق الأوسط، يكون الأكل على الأرض وهذا هو الأكثر شيوعًا ويعتقد أنها عادة صحية أكثر من الأكل على المائدة.

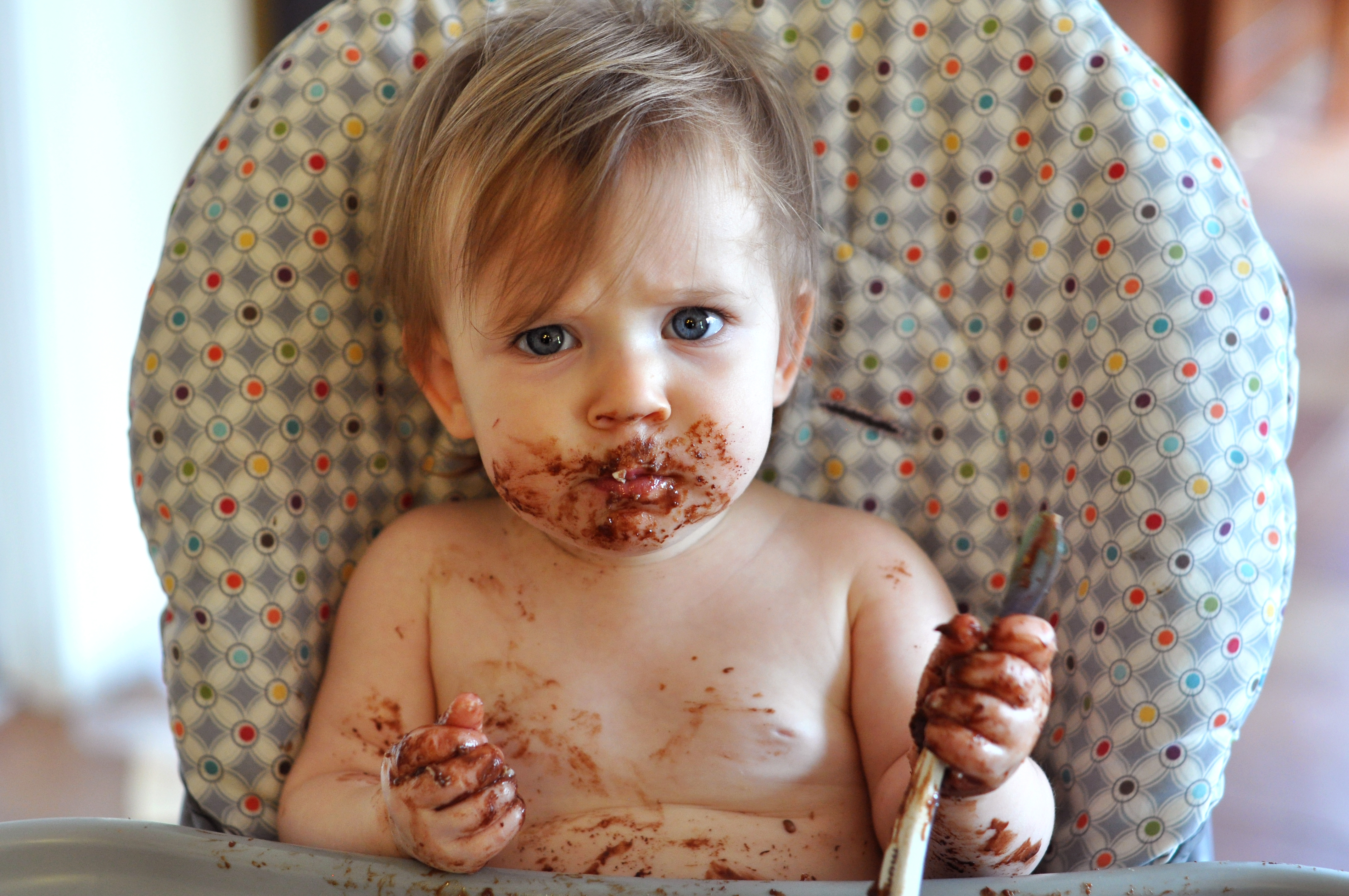
يبدأ الأطفال أكل الأطعمة بالإصبع في سن 8-12 شهر. وعادة ما يتسبب ذلك في فوضى.

### التطور في أكل الإنسان
لا تأكل الأطفال حديثة الولادة أطعمة الكبار. حيث يعيشون فقط على رضاعة الحليب من أمهاتهم (الرضاعة طبيعية). وفي بعض الأحيان، يتم تغذيتهم بكميات صغيرة من الطعام المهروس وذلك للرضع الصغار في عمر 2 أو 3 أشهر، ولا يظهر على الأطفال الرضع فائدة هذا الغذاء حتى يكبروا ويصبحوا في عمر 6 و8 أشهر.
يأكل الأطفال الصغار أغذية الأطفال المهروسة لأن أسنانهم قليلة والجهاز الهضمي لا يرتقي لهضم أغذية الكبار. وفي العمر ما بين 8-12 شهرًا، يتحسن الجهاز الهضمي ويبدأ العديد من الأطفال الأكل بأصابعهم. ولا يزال نظامهم الغذائي محدودًا، لأن معظم الأطفال لا يكون لديه ضروس أو أنياب في هذا السن وغالبًا ما يكون عدد القواطع محدودًا.
وعندما يبلغ الطفل 18 شهرًا يكون عنده أسنان كافية وجهاز هضمي يعمل بكفاءة ويصبح الطفل قادرًا على أكل أطعمة الكبار.
ويعد تعلم طريقة الأكل عملية فوضوية بالنسبة للأطفال وغالبًا لا يعرف الأطفال النظافة ولا آداب الأكل في الأكل حتى يكبروا ويصبحوا في سن الخامسة أو السادسة.

### الأكل العاطفي
الأكل العاطفي هو «الميل لالأكل استجابة للمشاعر السلبية». وقد أشارت الدراسات التجريبية إلى أن القلق يؤدي إلى انخفاض الاستهلاك الغذائي مع الأشخاص أصحاب الوزن الطبيعي واستهلاك الغذاء الزائد لدى من يعانون من البدانة.
وأظهرت العديد من الدراسات المعملية أن الأفراد الذين يعانون من زيادة الوزن أكثر عاطفية وتفاعلية وكثيرًا ما يميلون للوجبات الدسمة عندما يشعرون بالألم أكثر من الأشخاص أصحاب الوزن الطبيعي. إضافة إلى أنه دائمًا ما وجد أن البدناء يواجهون مشاعر سلبية بتكرار وبكثافة أكثر من الأشخاص أصحاب الوزن الطبيعي.
فقد قارنت الدراسة الطبيعية للو وفيشر بين التفاعلية العاطفية والأكل العاطفي لطالبات الكليات صاحبات الوزن الطبيعي والوزن الزائد. وأكدت الدراسة على ميل البدناء للوجبات الدسمة، ولكن هذه النتائج تنطبق فقط على الوجبات الخفيفة وليست الوجبات العادية. وهذا يعني أن البدناء لا يميلون لأكل المزيد أثناء أكلهم الوجبات، ولكن كمية الوجبات الصغيرة التي يأكلونها بين الوجبات تكون أكبر. في هذا الصدد، يقترح أحد التفسيرات المحتملة أن البدناء غالبًا ما يأكلون وجباتهم مع الآخرين ولا يأكلون أكثر من المتوسط نتيجة لانخفاض الكمية بسبب وجود أشخاص آخرين. وقد يكون التفسير المحتمل الآخر أن البدناء لا يأكلون أكثر من غيرهم في حين أنهم يأكلون وجبات بسبب العادات الاجتماعية. وعلى العكس من ذلك عادة ما تُؤكل الوجبات الخفيفة وحدها.

### الجوع والشبع
هناك العديد من الآليات الفسيولوجية التي تتحكم في البدء في أكل الوجبة والتوقف عن ذلك. التحكم في الأكل هو نظام فسيولوجي معقد يحفزه دوافع سلوكية. أما الهرمونات مثل كوليسيستوكينين وبومبيزين ونوروتنسين ومُفْقِدُ الشهية وكالسيتونين وإنتروستاتين ولبتين وهرمون مطلق لموجهة القشرة فقد تبين أن جميعها يتسبب في الحد من الأكل.

#### بدء الأكل
هناك العديد من الإشارات تنبعث عندما نشعر بـ «الجوع». وهناك إشارات بيئية وإشارات من الجهاز المعدي المعوي والإشارات الأيضية التي تحث على الجوع. وتأتي الإشارات البيئية من حواس الجسم. وقد يتحرك شعور الشخص بالجوع بواسطة الشم أو التفكير في الطعام أو رؤية الطبق أو سماع شخص ما يتحدث عن الطعام. وتبدأ الإشارات من المعدة بإفراز هرمون الببتيد وغرلين. الغرلين هو الهرمون الذي يفتح الشهية بواسطة إرسال إشارة إلى المخ تقول إن هذا الشخص جائع. ليست الإشارات البيئية وهرمون الغرلين وحدها هي من تشعر الشخص بالجوع لكن هناك أيضًا إشارات أيضية تقوم بالدور ذاته. يبدأ الجسم في أخذ المواد الغذائية من الاحتياطيات ذات المدى البعيد في الوقت بين الوجبات. وعندما تنخفض مستويات الجلوكوز في الخلايا (جلوكوبريفيشن)، يبدأ الجسم في إنتاج الشعور بالجوع. واكتشاف انخفاض في مستويات الدهون الخلوية (ليبوبريفيشن) يحفز الجسم أيضًا على الأكل. يراقب كل من المخ والكبد مستويات الوقود الأيضي. يفحص المخ الجلوكوبريفيشن من جانبه الحائِلُ الدَّمَوِيُّ الدِّماغِيّ (منذ أن أصبح الجلوكوز وقودها)، بينما يراقب الكبد باقي الجسم في كل من الجلوكوبريفيشن والليبوبريفيشن.

#### الانتهاء من الأكل
هناك إشارات قصيرة المدى للشعور بالشبع التام تخرج من الرأس والمعدة والأمعاء والكبد أيضًا. بينما تأتي إشارات طويلة المدى للشعور بالشبع التام من النسيج الدهني. قد يسهم تذوق الطعام ورائحته في الشبع على المدى القريب. وتسمح للجسم بمعرفة متى يتوقف عن الأكل. تحتوي المعدة على أجهزة حساسة للسماح لنا بمعرفة وقت الشبع التام. وتحتوي الأمعاء أيضًا على أجهزة حساسة ترسل إشارات الشعور بالشبع التام إلى المخ ويُفرز هرمون الـكوليسيستوكينين بواسطة المعي الاثنا عشري، وتتحكم في المعدل الذي تفرغه المعدة. ويعتقد أن هذا الهرمون هو الذي يرسل إشارة الشعور بالشبع التام إلى المخ. ببتيد YY 3-36 هو هرمون تفرزه أمعاء مفردة صغيرة ويستخدم أيضًا في إرسال إشارة الشعور بالشبع التام إلى المخ. ويخدم الأنسولين أيضًا في إرسال إشارة الشعور بالشبع التام إلى المخ. يكتشف المخ الأنسولين في الدم حيث يشير إلى أن المواد الغذائية تم استيعابها في الخلايا وشعر الشخص بالشبع. تأتي إشارة الشعور بالشبع التام على المدى البعيد من الدهون المخزنة في النسيج الدهني. يفرز النسيج الدهني هرمون اللبتين ويعمل هذا الهرمون كمفقد للشهية. إشارة الشبع التام على المدى البعيد تأتي من النسيج الدهني وتنظم إشارات الشبع التام على المدى القريب.

#### دور العقل في عملية الأكل
يستطيع جذع الدماغ التحكم في الأكل، لأنه يحتوي على الدوائر العصبية التي تكتشف إشارات الجوع والشبع التام من الأجزاء الأخرى في الجسم. ويشترك جذع الدماغ في عملية الأكل وقد أجريت هذه التجارب على الفئران. الفئران التي كان لها خلايا عصبية حركية في جذع الدماغ منفصلة عن الدوائر العصبية لنصف الكرة الدماغي (فصل المخ)، غير قادرة على الاقتراب والأكل. بدلاً من ضرورة حصولهم على الطعام في الصورة السائلة. يوضح هذا البحث أن جذع الدماغ في الحقيقة له دور في عملية الأكل.
هناك نوعان من الببتيدات في الوطاء الذي ينتج الجوع وهرمون تركيز الميلانين والأوركسين. يؤدي هرمون تركيز الميلانين دورًا كبيرًا في إنتاج الجوع. في الفأر يحفز هرمون تركيز الميلانين الإطعام والتغير الإحيائي الذي يسبب زيادة في إنتاج هرمون تركيز الميلانين مما يؤدي إلى الإفراط في الأكل والسمنة. ويلعب هرمون الأوركسين دورًا كبيرًا في التحكم في العلاقة بين الأكل والنوم. الببتيدات الأخرى في الوطاء هي التي تحفز الأكل ويكون الببتيد العصبي Y والآغوط المرتبط بالبروتين (AGRP).
يتم تحفيز الشبع التام في الوطاء بواسطة اللبتين. يستهدف هرمون اللبتين الأجهزة الحساسة في النواة المقوسة ويمنع إفراز هرمون تركيز الميلانين والأوركسين. وتحتوي النواة المقوسة أيضًا على اثنين من أكثر الببتيدات التي تمنع الجوع. الأول الكوكايين والأمفيتامين (CART)، والثاني MSH خَلِيَّةٌ ميلانينيَّة-هرمون محفز.

## الاضطرابات
من الناحية الفسيولوجية تتم استثارة عملية الأكل عمومًا من خلال الجوع، ولكن هناك العديد من الظروف الجسدية والنفسية التي تؤثر في الشهية وتعطل أنماط الأكل الطبيعية. وهذه تشمل الاكتئاب والحساسية تجاه أنواع معينة من الغذاء وابتلاع مواد كيميائية محددة والنهام والقهم العصابي وقصور الغدة النخامية ومشاكل أخرى في جهاز الغدد الصماء، والعديد من الأمراض الأخرى واضطرابات الأكل.
قد يسبب النقص المزمن في الأطعمة المغذية أمراضًا متنوعة، وفي النهاية ستؤدي إلى الجوع. وعندما يحدث هذا على نطاق واسع، فيعد مجاعة.
إذا أصبح الأكل والشراب من غير الممكن، مثلما يحدث في حالة التعافي من جراحة، فإن البدائل هي معويًا والتغذية الوريدية.